# Пасторское (озеро)
Пасторское — проточное озеро на территории Юкковского сельского поселения во Всеволожском районе Ленинградской области. Располагается на Центральной возвышенности Карельского перешейка, в 11 км северо-восточнее побережья Финского залива, на высоте 76,6 м над уровнем моря.
Площадь озера составляет 18 га, максимальная глубина не превышает 4 м. Котловина озера в прошлом не являлась частью Балтийского ледникового озера. Находится в лесной местности с сильно рассечённым рельефом всхолмленной камовой возвышенности.
С западной стороны из озера вытекает ручей Пасторский, являющийся левым притоком Сестры.
В 1997—1998 гг. в рамках совместного научного шведско-российского проекта проводилось комплексное палеолимнологическое исследование озера, в ходе которого в донных отложениях был обнаружен вулканический пепел исландского вулкана Катла.
Используется в рекреационных целях, обусловленных привлекательностью ландшафта и хорошей транспортной доступностью. Около озера располагается культурно-оздоровительный лагерь «Чайка». В прибрежной полосе озера планируется создание зоны пляжного отдыха протяжённостью 800 м и общей площадью 19 га.
Озеро находится на территории перспективного заказника регионального значения, планируемого к созданию до 2035 года.